# 拟肠肾虫属
拟肠肾虫属（學名：Nyctotheroides）是纖毛蟲門內大核亞門寡膜纲无口亚纲克利夫兰目肠肾科之下的一個属。

## 物種
以下為部分本屬物種：
- 安陆拟肠肾虫 Nyctotheroides anluensis Li, Wang et Xiao, 1998[2][3]
  - 宿主：泽蛙（Rana limnocharis）；
  - 寄生部位：直肠；
  - 地理分布：广西桂林、湖北安陆和武昌、湖南岳阳
- 蟾蜍拟肠肾虫 Nyctotheroides bufoides Li, Wang et Xiao, 1998[2][3]：
  - 宿主：华西蟾蜍（Bufo andrewsi）、黑斑蛙（Rana nigromaculata）、金线蛙（Rana plancyi）；
  - 寄生部位：肠道；
  - 地理分布：广西柳州、湖北黄陂；
- Nyctotheroides chabaudi Albaret, 1972
- 椭圆拟肠肾虫 Nyctotheroides ellipticus Li, Wang et Xiao, 1998[2][3]
  - 宿主：沼蛙（Rana guentheri）、日本林蛙（Rana japonica）；
  - 寄生部位：肠道；
  - 地理分布：广西桂林及柳州；
- 湖北拟肠肾虫 Nyctotheroides hubeiensis Li, Wang et Xiao, 1998[2][3]
  - 宿主：隆肛蛙（Rana quadranus）；
  - 寄生部位：直肠；
  - 地理分布：湖北利川；
- 柳州拟肠肾虫 Nyctotheroides liuzhouensis Li, Wang et Xiao, 1998[2][3]
  - 宿主：华西蟾蜍（Bufo andrewsi）、沼蛙（Rana guentheri）、黑斑蛙（Rana nigromaculata）、虎紋蛙（Rana rugulosa）；
  - 寄生部位：直肠；
  - 地理分布：广西桂林及柳州；
- 珞珈拟肠肾虫 Nyctotheroides luojiaensis Li, Wang et Xiao, 1998[2][3]
  - 宿主：华西蟾蜍（Bufo andrewsi）、泽蛙（Rana limnocharis）、黑斑蛙（Rana nigromaculata）、虎纹蛙（Rana rugulosa）；
  - 寄生部位：直肠；
  - 地理分布：湖北武昌；
- 南京拟肠肾虫 Nyctotheroides nankingensis(Nie,1932)Li, Wang et Xiao, 1998[2][3]
  - 同物异名：Nyctotherus nankingensis Nie, 1932
  - 宿主：沼蛙（Rana guentheri）；
  - 寄生部位：肠道；
  - 地理分布：广西的大圩、桂林、柳州、灵川)，湖北安陆及武昌，江苏南京，浙江杭州；
- 色素拟肠肾虫 Nyctotheroides pigmentosae Li, Wang et Xiao, 1998[2][3]
  - 宿主：日本林蛙（Rana japonica）；
  - 寄生部位：直肠；
  - 地理分布：广西桂林；
- 树蛙拟肠肾虫 Nyctotheroides rhacophoriLi, Wang et Xiao, 1998[2][3]
  - 宿主：斑腿树蛙（Rhacophorus leucomysta）、沼蛙（Rana guentheri）；
  - 寄生部位：直肠；
  - 地理分布：广西桂林。